# 平舒崇福寺
平舒崇福寺，位于中华人民共和国山西省晋中市寿阳县平舒乡平舒村，已列为山西省文物保护单位。

## 保护
2016年6月6日，平舒崇福寺由山西省人民政府公布为第六批山西省文物保护单位，编号5-65。